# Microdeutopus armatus
Microdeutopus armatus is een vlokreeftensoort uit de familie van de Aoridae. De wetenschappelijke naam van de soort is voor het eerst geldig gepubliceerd in 1886 door Chevreux.